# قزل‌آلای بی‌رحم
قزل‌آلای بی‌رحم (نام علمی: Oncorhynchus clarkii) نام یک گونه از سرده اونکورینکوس است.